# Tarek Buchmann
Tarek Noah Buchmann (Augsburgo, 28 de febrero de 2005) es un futbolista alemán que juega como defensa en el 1. F. C. Núremberg de la 2. Bundesliga.

## Trayectoria
Pasó del equipo juvenil del FC Augsburgo al sub-16 del Bayern en el verano de 2019 y luego progresó por todos los equipos juveniles del club hasta el sub-19. Al comienzo de la temporada 2023-24, el defensa recibió un contrato profesional en el Bayern de Múnich.

## Estadísticas

### Clubes
Actualizado al último partido disputado el 1 de septiembre de 2023.
| Club                           | Div.          | Temporada     | Liga  | Liga  | Copas nacionales | Copas nacionales | Copas internacionales | Copas internacionales | Total | Total |
| Club                           | Div.          | Temporada     | Part. | Goles | Part.            | Goles            | Part.                 | Goles                 | Part. | Goles |
| ------------------------------ | ------------- | ------------- | ----- | ----- | ---------------- | ---------------- | --------------------- | --------------------- | ----- | ----- |
| Bayern de Múnich II · Alemania | 4.ª           | 2023-24       | 2     | 0     | —                | —                | —                     | —                     | 2     | 0     |
| Bayern de Múnich II · Alemania | Total club    | Total club    | 2     | 0     | 0                | 0                | 0                     | 0                     | 2     | 0     |
| Bayern de Múnich · Alemania    | 1.ª           | 2024-25       | 0     | 0     | 0                | 0                | 0                     | 0                     | 0     | 0     |
| Bayern de Múnich · Alemania    | Total club    | Total club    | 0     | 0     | 0                | 0                | 0                     | 0                     | 0     | 0     |
| Total carrera                  | Total carrera | Total carrera | 2     | 0     | 0                | 0                | 0                     | 0                     | 2     | 0     |